# Quadricalcarifera famelica
Quadricalcarifera famelica är en fjärilsart som beskrevs av Sergius G. Kiriakoff 1967. Quadricalcarifera famelica ingår i släktet Quadricalcarifera och familjen tandspinnare. Inga underarter finns listade.